# Мартелли, Камилла
Ками́лла Марте́лли (итал. Camilla Martelli; 17 октября 1547, Флоренция, Флорентийское герцогство — 30 мая 1590, Флоренция, Великое герцогство Тосканское) — аристократка из семьи Мартелли. Морганатическая супруга Козимо I, первого великого герцога Тосканского из дома Медичи.

## Биография

### Семья и ранние годы
Родилась 17 октября 1547 года во Флоренции в семье Антонио Мартелли и его второй супруги Фьямметты Содерини. По отцовской линии приходилась внучкой Доменико Мартелли и Фьоретты Питти. По материнской линии была внучкой пфальцграфа Никколо Содерини и его первой супруги Маддалены Риказоли. Предки Камиллы принадлежали к знатным патрицианским родам, однако её семья не была богатой. Они владели несколькими имениями в окрестностях Пизы, которые достались её отцу в наследство от скоропостижно скончавшегося брата. Воспитание и образование Камиллы родители доверили монахиням-августинкам в монастыре Святой Моники, которые так и не смогли научить её грамотно писать.

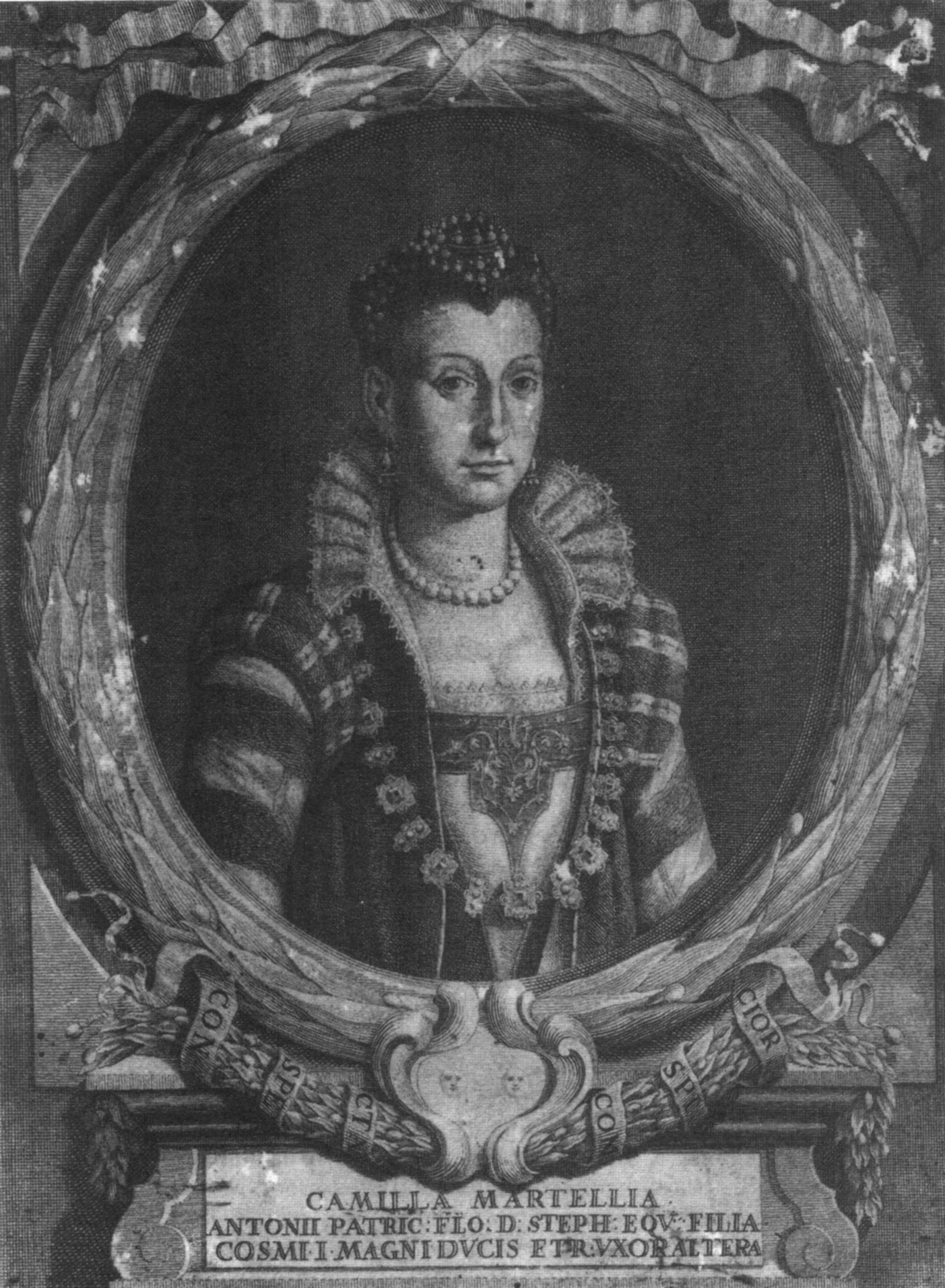
Портрет Камиллы Мартелли, гравюра Ф. Моргена после Джузеппе Дзокки

Юная аристократка понравилась флорентийскому герцогу Козимо, который, после смерти первой жены, герцогини Элеоноры, вступил в отношения с Элеонорой дельи Альбици. В сентябре 1567 года герцог выдал любовницу замуж за гуманиста Бартоломео Панчатики и вступил в отношения с Камиллой, которая была младше его на четверть века.
Козимо отошёл от правления герцогством в мае 1564 года, сохранив за собой лишь титул. Государственными делами занимался его сын Франческо. Семья Камиллы была довольна её положением при дворе, чего нельзя было сказать о родственниках герцога. 28 мая 1568 года Камилла родила дочь, которую назвали Вирджинией. Сразу после рождения, девочку отобрали у матери и поручили заботам первого камергера герцога, представив её всем, как его племянницу.

### Брак
На переговорах в Риме с римским папой Пием V о присвоении Козимо и его наследникам титула великого герцога понтифик настаивал на разрыве его отношений с любовницей. Герцог отказался. Тогда ему было предложено жениться на ней. 29 марта 1570 года во Флоренции, в присутствии отца невесты и исповедника жениха, состоялась церемония бракосочетания Козимо I и Камиллы. Брак носил морганатический характер. Камилла, несмотря на знатное происхождение, став супругой великого герцога, не получила прав на его статус и титулы. Таким образом, Козимо достиг компромисса с императором Священной Римской империи, выступавшим против его женитьбы. Сам герцог в письме к сыну Франческо объяснял своё решение вступить в повторный брак лишь угрызениями совести и обещал блюсти наследственные права детей от первой супруги. Однако, женитьба Козимо на любовнице не нашла понимания у его родственников. Почти все во Флоренции считали брак ошибкой, причину которой объясняли старческим помрачением ума у великого герцога.
После свадьбы Камилла почти не появлялась при дворе во дворце Питти. Она жила с мужем на виллах Кастелло и Поджо-а-Кайано. Зимы супруги проводили в Пизе, где вели простую жизнь в окружении немногочисленной прислуги.
Став женой великого герцога, Камилла начала выпрашивать у него привилегии для своих родственников. Стараниями дочери в 1571 году отец Камиллы был возведён в кавалеры ордена Святого Стефана и освобождён от налогов, а овдовевшей старшей сестре Марии она помогла устроить приданое, позволившее ей вступить в повторный брак. В декабре 1571 года на личные средства Камилла приобрела виллу Ле-Браке, территорию которой значительно расширила в последующие годы, скупая соседние земли. Козимо часто делал подарки молодой супруге, среди которых были драгоценные камни, ювелирные изделия и даже мельница. Он легитимировал их дочь Вирджинию, которая получила титул принцессы и с того времени жила вместе с ними.
В 1572 году ухудшилось здоровье Козимо, а следом поведение Камиллы. Она стала требовать от мужа ещё больше подарков в виде ювелирных украшений и дорогих одеяний. Образ жизни молодой мачехи окончательно восстановил против неё детей великого герцога от первого брака. В феврале 1574 года Франческо подписал указ, в котором запретил исполнять требования отца в отношении Камиллы и её дочери. В Пизу им был послан секретарь с поручением следить за состоянием здоровья великого герцога. В своих донесениях наследному принцу секретарь писал о высокомерном отношении Камиллы к придворным. Кроме Франческо, она сильно раздражала его супругу, Иоганну Австрийскую, и любовницу Бьянку Капелло. С обеими у Камиллы не сложились отношения. 
В январе 1573 года у Козимо I случился инсульт, который привёл к частичной парализации, а также лишил его способности говорить и слышать. Великого герцога перевезли во Флоренцию и положили в покоях во дворце Питти. Последние месяцы жизни мужа Камилла провела рядом с ним.

### Вдовство

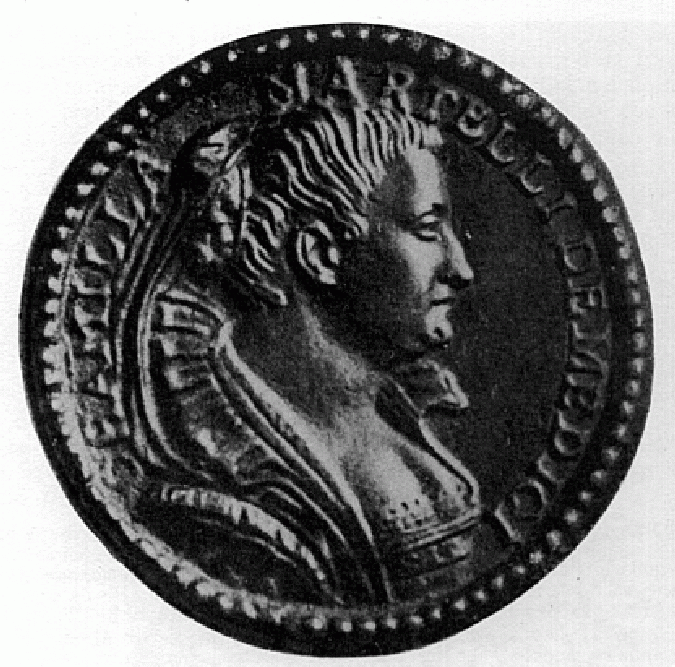
Изображение на медали атрибутируемой Пасторини, Пасторино деи (1584)

21 апреля 1574 года, сразу после смерти Козимо I, по приказу его сына Франческо, Камилла, вместе с прислугой и дамами из своего окружения, была помещена под надзор монахинь-бенедиктинок в монастырь Муратэ. Условия пребывания в монастыре со строгим уставом вдове казались тяжёлыми, и она, через отца, просила у Франческо I перевести её в более удобное место. Лишь по просьбе самих монахинь, не желавших делить монастырь с Камиллой, новый великий герцог распорядился перевезти вдову отца в монастырь Святой Моники, тот самый, в котором прошло её детство. 10 августа 1574 года Камилла, наконец, смогла переехать к монахиням-августинкам.
Ей было запрещено без разрешения великого герцога покидать монастырь. Однако, монахини не препятствовали встречам Камиллы с её посетителями. Неоднократно вдову навещал в монастыре посланник Альфонсо II, герцога Феррары, Модены и Реджо, ведший переговоры о браке наследника герцога с дочерью Камиллы. Ей позволили ненадолго покинуть пределы монастыря лишь в феврале 1586 года по случаю свадьбы Вирджинии. Это стало возможным при участии Бьянки Каппелло, второй жены великого герцога, плохие отношения с которой и были главной причиной злоключений Камиллы. Взамен Бьянка потребовала от неё передать Вирджинии права на виллу Ле-Браке и все подарки, сделанные ей покойным супругом.
И без того ослабленное испытаниями здоровье Камиллы ухудшилось после её возвращения в монастырь. До самой смерти Франческо I вдова оставалась заключённой в монастыре. Её психическое состояние стало настолько критическим, что в апреле 1587 года двор во Флоренции обратился с просьбой к римскому папе разрешить над ней обряд экзорцизма. В январе 1588 года некоего еврея обвинили в том, что он насылал на Камиллу заклятья. В это же время новый герцог, Фердинандо I, перевёл её на виллу Лаппеджи, где частые прогулки и общение с родственниками восстановили психическое здоровье Камиллы. В начале 1589 года она получила разрешение на аудиенцию у великого герцога. Однако когда Фердинандо I сообщили о её намерении просить великого герцога позволить ей снова выйти замуж, он отказал ей в аудиенции и приказал немедленно вернуться в монастырь Святой Моники.
В последний раз Камилла покинула монастырь 25 мая 1589 года, чтобы присутствовать на церемонии бракосочетания великого герцога Фердинандо I и Кристины Лотарингской. Несколько дней она провела во дворце Питти. Когда Камилла вернулась в монастырь, её психическое состояние снова ухудшилось. Она умерла 30 мая 1590 года и была похоронена в базилике Святого Лаврентия во Флоренции.